# Левосое
Левосое (на сръбски: Левосоје или Levosoje) е село в община Буяновац, Пчински окръг, Сърбия. Според преброяването от 2002 година селото има население от 840 жители. Според същото преброяване етническият състав на селото е 839 сърби и 1 македонец.

## История
В края на XIX век Левосое е село в Прешевска кааза на Османската империя. Църквата „Свети Илия“ е от 1866 година. Според статистиката на Васил Кънчов от 1900 г. Лѣво село е населявано от 358 жители българи християни. Според патриаршеския митрополит Фирмилиан в 1902 година в Левосое има 60 сръбски патриаршистки къщи.
По време на българското управление в Поморавието в годините на Втората световна война, Цачо Ганев Ганев от Угърчин е български кмет на Левосое от 15 септември 1941 година до 23 юли 1942 година. След това кметове са Ангел п. Тошков от Батак (23 юли 1942 - 26 февруари 1944) и Васил Н. Христов от Кубрат (18 април 1944 - 9 септември 1944).

## Население
- 1948 – 705 жители
- 1953 – 770 жители
- 1961 – 800 жители
- 1971 – 743 жители
- 1981 – 721 жители
- 1991 – 764 жители
- 2002 – 840 жители[5]